# بورگونووو وال تیدونه
بورگونووو وال تیدونه (به ایتالیایی: Borgonovo Val Tidone) یک کومونه در ایتالیا است که در استان پیاچنزا واقع شده‌است.

## خصوصیات
بورگونووو وال تیدونه ۵۱٫۷ کیلومترمربع مساحت و ۷٬۲۸۵ نفر جمعیت دارد و ۱۱۴ متر بالاتر از سطح دریا واقع شده‌است.